# Гасанова, Муи Рашидовна
Гасанова Муи Рашидовна (10 июля 1930, Чох, Гунибский район, Дагестанская АССР, РСФСР, СССР — 19 июля 2014, Махачкала, Дагестан, Россия) — дагестанская советская и российская актриса, певица. Заслуженная артистка РСФСР (1967), Народная артистка Дагестанской АССР (1960).

## Биография
Родилась Муи Гасанова 10 июля 1930 года в селении Чох Гунибского района. В 1951 году окончила Дагестанский женский учительский институт, по окончании института 6 лет проработала заведующей общим отделом Гунибского райисполкома. Творческий путь Муи Гасановой начался в 1957 году в Государственном ансамбле песни и танца Дагестана. Прекрасные вокальные данные и природный артистизм определили её профессиональное становление – она сразу становится ведущей солисткой, и за короткий срок приобретает известность по всей республике. Вскоре певица участвует во Всемирном фестивале молодежи и студентов в Москве, где была награждена серебряной медалью и значком министерства культуры СССР «За отличную работу». В 1960 году Муи приглашают на работу солисткой хора Дагестанского телевидения и радио, в том же году она начинает сольную концертную деятельность. Сохранив основы народной певческой традиции, Муи Гасанова добилась нового качества звучания дагестанкой песни – исключительно выразительной, чистой интонации, эмоционального богатства и содержательной глубины. С 2004 по 2014 год Муи артистка Аварского музыкально-драматического театра имени Гамзата Цадасы города Махачкала. В 2005 году на основании социологического опроса Муи Гасанова была удостоена Диплома «Лучшая аварская певица XX века». Выдающейся заслугой артистки является неоценимый творческий вклад в дело сохранения дагестанской музыкального искусства как частицы традиционного культурного наследия многонациональной России, пропаганды общероссийских духовных основ, укрепление дружбы между народами. Муи Гасанова умерла 9 июля 2014 года на 85-м году жизни. Светлая память о Гасановой Муи Рашидовне, талантливой певице, чутком, отзывчивом и красивом человеке, навсегда останется в наших сердцах.

## Звания и награды
- Заслуженный артист Дагестанской АССР
- Народная артистка Дагестанской АССР (1960)
- Заслуженная артистка РСФСР (1967)
- Орден Дружбы (2011)
- Орден «За заслуги перед Республикой Дагестан»

## Память
- Расул Гамзатов — выдающийся аварский, советский поэт, написал стихи из цикла «Песни Муи» посвященные артистке Муи Гасановой "Мой бубен".

                          «Ты спой о любви нам, ты спой о любви», –

                          Просили меня молодые.

                          «О битвах минувших ты спой нам, Муи», –

                          Сказали мне горцы седые.»
— поэма "Мой бубен" Расул Гамзатов
- Издательстельский дом «Эпоха» выпустил книгу Муи Гасановой «Лети, моя песня!»[4].